# コスモス2470号
コスモス2470号（ロシア語: Космос-2470、別名：Geo-IK-2 No.11）とは、2011年に打ち上げられたロシアの測地衛星である。最初のGeo-IK-2衛星で、地球表面の3次元地図を作成し、プレートテクトニクスを観測する目的があった。衛星はISSレシェトニェフで製造され、質量は約1400kgだった。高度約1000kmの地球周回円軌道で運用される予定だったが、打ち上げが失敗し計画より低い軌道に投入された 。
Geo-IK-2 No.11 はブリーズKM上段ステージを装備したロコットロケットにより打ち上げられた。打ち上げは2011年2月1日14:00 (UTC) にプレセツク宇宙基地の133/3射場で行われた。ロコットは想定どおりに機能し、ブリーズKMは衛星を運用軌道に投入するための2回の燃焼のうち1つを終わらせた。しかし2回目の燃焼開始の際に、エンジンの再点火に失敗し、遷移軌道に取り残された。打ち上げの後、衛星と通信不可能になったが、翌日に交信を確立した。衛星は、初期の段階では、近地点368.8km、遠地点1021.1km、軌道傾斜角99.4度の低軌道を周回していた。
2011年2月24日、国防次官のウラジーミル・ポポフキンは、コスモス2470号が本来の任務を達成することは不可能で、ロシア軍が衛星を利用する予定はないと発表した。彼は「制御システムの試験」のためであれば衛星は利用可能だろうと付け加えていた。しかし3月1日、衛星の姿勢制御システムが故障して太陽を向くことができなくなったため、太陽電池による発電が不可能になった。衛星は無秩序にスピンする状態に陥り、回復は困難になった。
コスモス2470号は2013年7月15日に大気圏に突入したと見られる。